# Catherine Cortezová Mastová
Catherine Marie Cortezová Mastová (Cortez Masto, * 29. března 1964 Las Vegas, Nevada) je americká právnička a politička za Demokratickou stranu. Od roku 2017 je senátorkou Spojených států amerických za Nevadu. Předtím v letech 2007 až 2015 zastávala pozici 32. generální prokurátorky státu Nevada.
Cortezová Mastová pracovala čtyři roky jako civilní právnička v Las Vegas a dva roky jako trestní prokurátorka pro Úřad federálního prokurátora Spojených států ve Washingtonu D.C., než byla v roce 2006 zvolena generální prokurátorkou Nevady, kde nahradila George Chanose. Po opětovném zvolení do funkce v roce 2010 se následně v roce 2014 již nemohla ucházet o třetí funkční období kvůli doživotnímu omezení počtu mandátů, které stanovuje nevadská ústava.
Ve volbách do Senátu Spojených států v roce 2016 Mastová těsně porazila republikánského kandidáta Joea Hecka, čímž nahradila odcházejícího demokratického senátora Harryho Reida. Stala se tak první ženou zvolenou za stát Nevada do Senátu a první hispánkou, která kdy působila v horní komoře Kongresu. Úřadu se ujala 3. ledna 2017 a od ledna 2019 se stala seniorní senátorkou Nevady poté, co Dean Heller opustil Senát po své porážce. V roce 2022 byla těsně znovuzvolena, když porazila republikánského kandidáta Adama Laxalta.

## Raný život a vzdělání
Cortezová Mastová se narodila v Las Vegas, jako dcera Joanny (rozené Mussové) a Mannyho Corteze. Její otec, právník, byl dlouholetým ředitelem kulturní instituce Las Vegas Convention and Visitors Authority a členem místní komise v Clark County. Její dědeček z otcovy strany, Eduardo Cortez, emigroval do Nevady z města Chihuahua v Mexiku. Po matce má italské kořeny.
Vystudovala střední školu Ed W. Clark High School v Las Vegas a v roce 1986 získala titul bakaláře věd v oboru financí na Nevadské univerzitě v Renu. V roce 1990 získala titul doktorky práv na Gonzaga University School of Law.

## Počátky politické kariéry

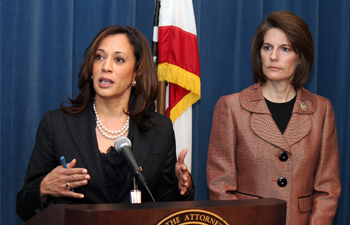
Cortez Mastová společně s tehdejší generální prokurátorkou Kalifornie (a pozdější senátorkou a viceprezidentkou) Kamalou Harrisovou v prosinci 2011

Mastová byla v roce 1990 přijata do advokátní komory státu Nevada, o rok později do Okresního soudu USA pro distrikt Nevada a k Obvodnímu soudu pro devátý obvod v roce 1994. Během své kariéry pracovala čtyři roky jako právnička v Las Vegas a dva roky jako trestní prokurátorka pro Úřad státního zástupce USA ve Washingtonu D.C. Rovněž působila jako vedoucí kanceláře bývalého guvernéra Nevady Boba Millera.
V listopadu 2003 byla jmenována vicekancléřkou systému vyššího vzdělávání v Nevadě. Její jmenování vyvolalo četné kontroverze, protože byla najata přímo kancléřem, nikoliv radou regentů univerzitního systému. Kancléř uvedl, že mu regenti doporučili najmout asistenta, a v prosinci rada jednomyslně schválila její roční plat ve výši 215 000 dolarů.

### Generální prokurátorka Nevady
Mastová byla v roce 2006 nominována demokraty na pozici generální prokurátorky Nevady a ve volbách porazila republikánského kandidáta Dona Chaireze s výsledkem 59 % ku 36 %. 5 % voličů nehlasovalo ani pro jednoho kandidáta. V roce 2010 byla do funkce znovuzvolena, když porazila republikána Travise Barricka poměrem 52 % ku 36 %, zatímco 8 % získal nezávislý kandidát Joel F. Hansen a 4 % nevolilo nikoho z výše uvedených kandidátů.
V roce 2009 zahájil její úřad vyšetřování republikánského místoguvernéra Nevady Briana Krolickiho, který čelil obviněním z trestných činů spojených s údajnými nesprávnostmi při správě Nevada College Savings Trust Fund, když byl státním pokladníkem. Vyšetřování bylo kritizováno kvůli možnému střetu zájmů, když vyšlo najevo, že manžel Mastové plánoval pořádat fundraisingovou akci pro demokratického kandidáta na místoguvernéra čtyři dny před soudním jednáním. Mastová tvrdila, že o této akci nevěděla. Obvinění proti Krolickimu byla nakonec zamítnuta okresním soudem v Clark County, což bylo pro Mastovou vnímáno jako politická porážka.
V roce 2010 začal její úřad vyšetřovat Bank of America kvůli obviněním, že zvýšila úrokové sazby problémovým dlužníkům a používala lživé reklamní praktiky. Soudní spor byl vyřešen v roce 2012 dohodou a pokutou ve výši 750 milionů dolarů na snížení zástavních práv a podporu krátkých prodejů.
Mastová také zastupovala stát Nevada v případu Sevcik v. Sandoval, který napadal zákaz sňatků osob stejného pohlaví, jež je zakotvený v ústavě a zákonech státu. Po původní obhajobě tohoto zákazu stát svou obhajobu opustil poté, co Obvodní soud pro devátý obvod rozhodl ve prospěch rovnosti manželství.

## Senátorka

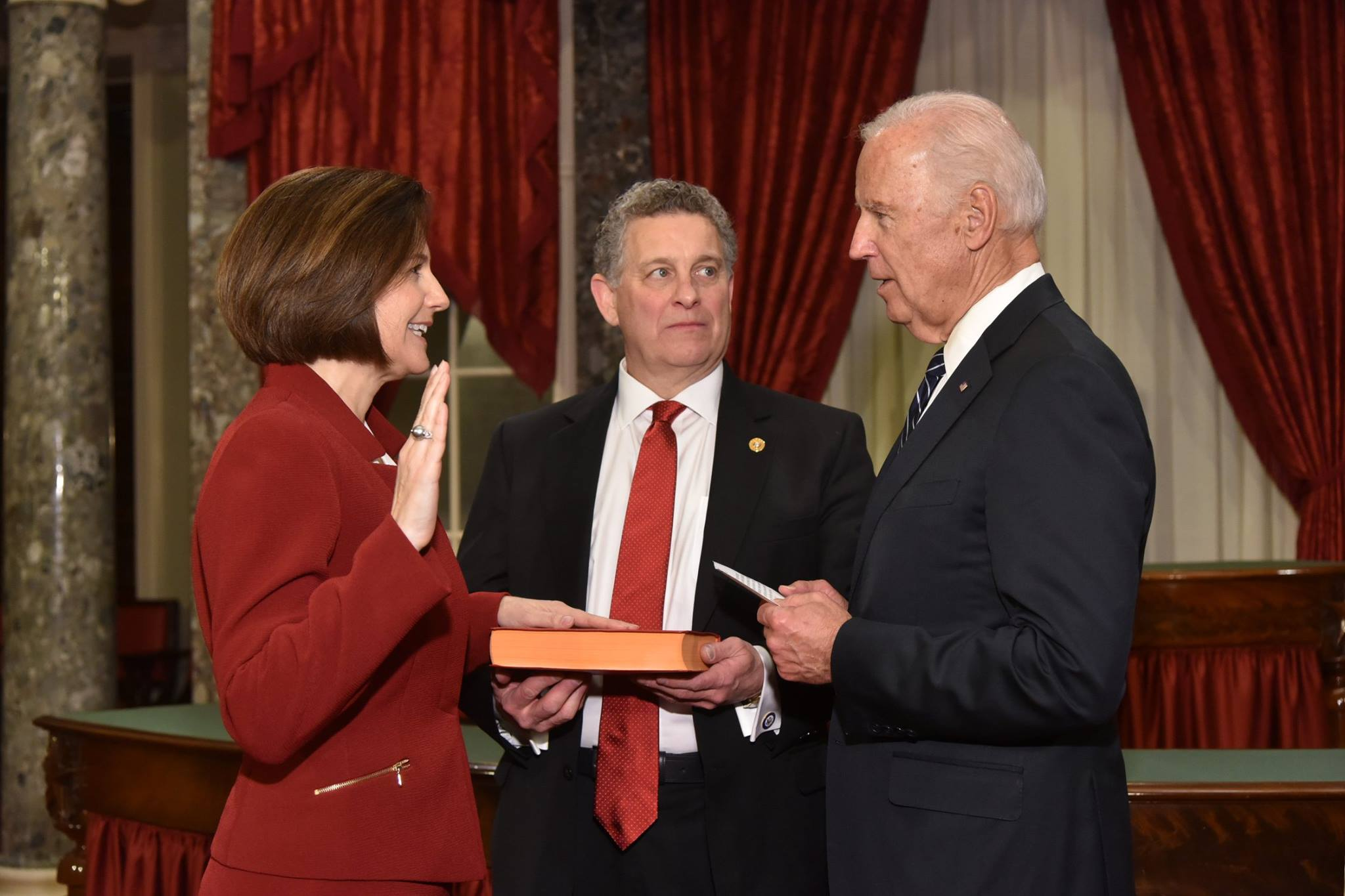
Inaugurace Cortez Mastové do funkce senátorky v roce 2017

### Volby

#### 2016
Mastová odmítla kandidovat na guvernéra Nevady ve volbách v roce 2014. Když se senátor Harry Reid rozhodl v roce 2016 již znova nekandidovat, veřejně Mastovou podpořil jako svou nástupkyni. Její kampaň výrazně využívala politickou infrastrukturu, kterou Reid vybudoval. Jejím republikánským soupeřem byl kongresman Joe Heck.
Díky svému příslibu podpory větších investic do technologií obnovitelných zdrojů energie získala podporu organizace League of Conservation Voters. Byla také finančně podpořena skupinami prosazujícími právo na volbu, jako jsou EMILY's List a Planned Parenthood, a politickým výborem End Citizens United, který usiluje o zrušení úředního rozhodnutí Citizens United v. FEC.
Ve volbách získala 47 % hlasů (520 658 hlasů),  což bylo přibližně o 26 000 více, než získal její protikandidát. Zatímco Heck zvítězil v 16 okresech Nevady, Mastová vyhrála v nejlidnatějším okrese státu Clark County, kde žije více než 70 % populace státu, o více než 82 000 hlasů. Tento výsledek více než trojnásobně překonal její celkový náskok. Do úřadu nastoupila 3. ledna 2017, a stala se tak první hispánkou v Senátu USA.

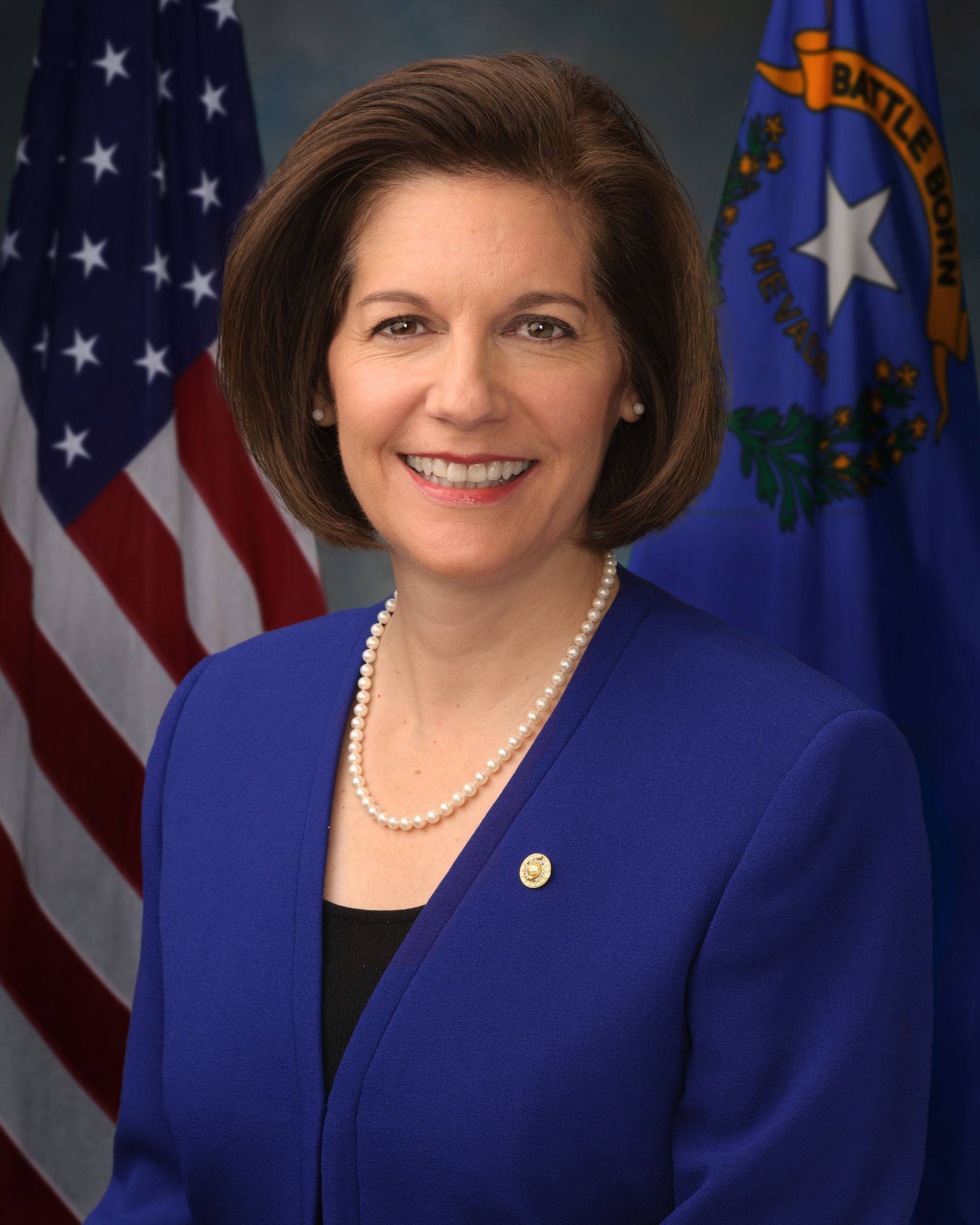
Oficiální portrét Cortezové Mastové během 117. Kongresu Senátu USA

#### 2022
24. února 2021 Mastová oznámila, že se ve volbách v roce 2022 bude ucházet o znovuzvolení. Mezi jejími vyzyvateli byl i její nástupce na pozici generálního prokurátora a kandidát na guvernéra z roku 2018, Adam Laxalt. V několika předvolebních průzkumech zaostávala a byla považována za demokratickou senátorku s nejmenší šancí na znovuzvolení, přesto Laxalta těsně porazila a zajistila si tak druhé funkční období.

### Působení v senátu

#### 117. Kongres (2021-23)
Mastová se účastnila certifikace hlasování volitelů Spojených států v roce 2021, když příznivci Donalda Trumpa zaútočili na Kapitol. V době útoku byla přítomná na půdě Senátu a připravovala se na projev. Útočníky slyšela těsně za dveřmi, zatímco byl prostor zajištěn Kapitolskou policií. Když se útočníci přiblížili, byla spolu s dalšími senátory evakuována na neznámé bezpečné místo. Během evakuace zveřejnila tweet, v němž útok označila za „neamerický a nepřijatelný“.

### Členství v senátních výborech
Cortez Mastová je členkou následujících senátních výborů:
- Výbor pro bankovnictví, bydlení a městské záležitosti
  - Podvýbor pro hospodářskou politiku
  - Podvýbor pro bydlení, dopravu a rozvoj měst
  - Podvýbor pro cenné papíry, pojištění a investice
- Výbor pro energetiku a přírodní zdroje
  - Podvýbor pro energetiku
  - Podvýbor pro národní parky
  - Podvýbor pro veřejné pozemky, lesy a těžbu
- Výbor pro finance
  - Podvýbor pro energetiku, přírodní zdroje a infrastrukturu
  - Podvýbor pro zdravotní péči
- Výbor pro záležitosti indiánů
- Výbor pro problematiku stárnutí populace

### Členství v senátních klubech
- Hispánský kongresový klub (prosazování zájmů hispánské komunity žijící v USA)
- Kongresový klub pro otázky žen (prosazování otázek žen v rámci legislativy)

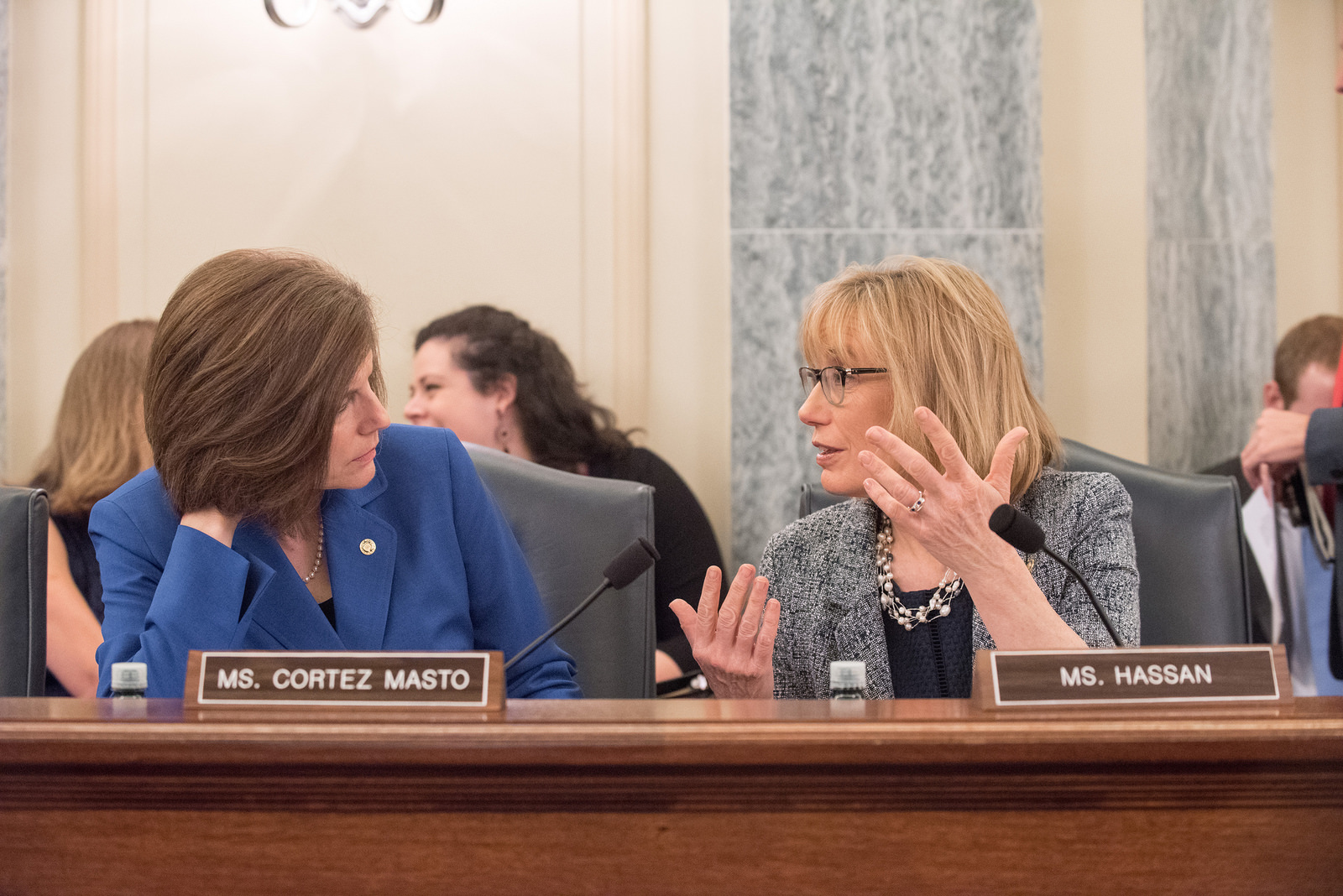
Cortez Mastová se senátorkou za New Hampshire Maggie Hassanovou v roce 2017

## Politické postoje
K říjnu 2022 hlasovala Mastová v souladu s veřejně vyjádřenými postoji Joea Bidena v 92,9 % případů.

### Konopí
Cortez Mastová ve 115. Kongresu USA spolupředložila dvoustranný návrh zákona STATES Act, který navrhli senátoři Elizabeth Warrenová a Cory Gardner. Tento zákon měl osvobodit využívaní konopí pro jednotlivce nebo společnosti dodržující státní zákony o konopí od federálního úřadu pro vymáhání Zákona o kontrolovaných látkách.

### Životní prostředí
Cortez Mastová uznává existenci změny klimatu způsobené lidskou činností a zastává názor, že by federální vláda měla omezit emise skleníkových plynů z elektráren. Podporuje růst pracovních míst v oblasti zelené energie a zvyšování závislosti Nevady na solární energetice a dalších čistých zdrojích energie. Odmítá využívání horského štítu Yucca Mountain jako úložiště jaderného odpadu. Byla členkou Zvláštního výboru demokratů v Senátu pro klimatickou krizi, který v srpnu 2020 zveřejnil zprávu o svých zjištěních.

### Obstrukce v senátu
Cortez Mastová podporuje reformu obstrukcí v Senátu USA na formu tzv. "mluvící obstrukce" (Fillbuster reform).

### Zahraniční politika
V říjnu 2017 Cortez Mastová odsoudila genocidu muslimské menšiny Rohingů v Myanmaru a vyzvala k razantnější reakci na krizi.
V dubnu 2019 byla jednou ze 34 senátorů, kteří kritizovali Donalda Trumpa za ukončení zahraniční pomoci státům střední Ameriky, např. Salvadoru, Guatemale a Hondurasu.

### Držení zbraní
Organizace NRA Political Victory Fund, sledující postoje politiků vůči držení zbraní v USA udělila Cortez Mastové nejnižší známku, kvůli její podpoře kontroly zbraní. V průběhu kampaně při senátních volbách v roce 2016 organizace vynaložila milion dolarů na útočnou reklamu zaměřenou proti Cortez Mastové. Cortez Mastová oponuje možnosti, aby lidé zapsaní na seznamu teroristů mohli kupovat zbraně, což považuje za nesmyslné.
V reakci na střelbu v Las Vegas v roce 2017 spolupředložila návrh zákona na zákaz specifického typu zbraní tzv. bump stocks.

### Zdravotní péče
Cortez Mastová se staví odmítavě ohledně zrušení zákona Obamacare, ovšem chce vylepšovat jeho funkčnost. Spolupředložila návrh na stabilizaci trhu s pojištěním.

### Dostupnost bydlení
V dubnu 2019 podepsala dvoustranný dopis 41 senátorů požadující navýšení financování programu Section 4 Capacity Building od Ministerstva bytové výstavby a rozvoje měst USA.

### Imigrace
V dubnu 2018 Cortez Mastová podepsala otevřený dopis kritizující standardy ICE při zadržování těhotných žen. V červnu 2019 se podílela na spolupředložení návrhu Home Ownership Dreamers Act, který zakazuje odmítání hypotečních půjček na základě imigračního statusu žadatelů. V červenci téhož roku podpořila návrh zákona Protecting Sensitive Locations Act, který požaduje, aby agenti ICE před prováděním zásahů na citlivých místech dostali schválení nadřízeného.
V roce 2025 byla Cortez Mastová jedním z 12 demokratických senátorů, kteří se připojili ke všem republikánským senátorům a hlasovali v Senátu pro konečné schválení zákona Laken Riley Act, týkající se zpřísnění trestů pro přistěhovalce v USA.

### Práva LGBT
Cortez Mastová podporuje manželství osob stejného pohlaví.

### Reprodukční práva
Podporuje legalizaci potratů, díky čemuž se jí dostalo podpory od organizace Planned Parenthood. Nesouhlasí s tím, aby firmy mohly z náboženských důvodů odmítat pokrývat náklady na antikoncepci.

### Portoriko
V červenci 2024 začala Cortez Mastová spolupracovat s výborem na návrhu zákona o referendu o sebeurčení Portorika s federálním zrušením stávajících zákonů.

## Osobní život
Cortez Mastová žije v Las Vegas, se svým manželem Paulem Masto, který je vysloužilým speciálním agentem Tajné služby Spojených států. Je římskokatolického vyznání.

## Přehled senátních voleb
| Strana       | Strana               | Kandidát                    | Počet hlasů | %       |
| ------------ | -------------------- | --------------------------- | ----------- | ------- |
|              | Demokratická strana  | Catherine Cortezová Mastová | 521 994     | 47.10 % |
|              | Republikánská strana | Joe Heck                    | 495 079     | 44,67 % |
|              | n/a                  | žádný z kandidátů           | 42 257      | 3.81 %  |
|              | Nezávislí Američané  | Tom Jones                   | 17 128      | 1.55 %  |
|              | Nezávislý kandidát   | Thomas Sawyer               | 14 208      | 1.28 %  |
|              | Nezávislý kandidát   | Tony Gumina                 | 10 740      | 0.97 %  |
|              | Nezávislý kandidát   | Jarrod Williams             | 6 888       | 0.52 %  |
| Celkem hlasů | Celkem hlasů         | Celkem hlasů                | 1 108 294   | 100.0 % |

| Strana       | Strana                | Kandidát                                | Počet hlasů | %       |
| ------------ | --------------------- | --------------------------------------- | ----------- | ------- |
|              | Demokratická strana   | Catherine Cortezová Mastová (dosavadní) | 498 316     | 48.81 % |
|              | Republikánská strana  | Adam Laxalt                             | 490 388     | 48.04 % |
|              | n/a                   | žádný z kandidátů                       | 12 441      | 1.22 %  |
|              | Nezávislý kandidát    | Barry Lindemann                         | 8 075       | 0.79 %  |
|              | Libertariánská strana | Neil Scott                              | 6 422       | 0.63 %  |
|              | Nezávislí Američané   | Barry Rubinson                          | 5 208       | 0.51 %  |
| Celkem hlasů | Celkem hlasů          | Celkem hlasů                            | 1 020 850   | 100.0 % |